# Existenzialien
Existenzialien sind neben den Kategorien eine Möglichkeit, wie sich Sein beschreiben lässt. Der Begriff der Existenzialien, durch Martin Heidegger geprägt, ist dabei dem menschlichen Sein, dem Dasein im Sprachgebrauch Heideggers, vorbehalten. Er ist wesentlich mit Heideggers Programm der Fundamentalontologie verbunden.

## Grundproblem
Heideggers Anliegen besteht in der grundsätzlichen Unterscheidung von menschlichem Sein und Dingen. Während die Tradition in ihrer Bestimmung des Menschen auf Kategorien zurückgegriffen hatte, sieht Heidegger in der Existenz des Menschen dessen herausstechendes Merkmal. Kategorien sind allgemeinste und grundlegendste Beschreibungen von Eigenschaften von Dingen; deren Qualität, Quantität, Relation und auch deren Substanz. Das Grundproblem besteht nun darin, ob der Mensch als Ding unter anderen Dingen betrachtet werden solle oder nicht.
In den klassischen Bestimmungen des Menschen als zoon politikon bei Aristoteles oder Vernunftwesen in der Aufklärung oder ein Wesen göttlicher Abstammung in der Theologie, wird dem Menschen eine Eigenschaft zugewiesen, die unabhängig von seiner Existenz betrachtet werden kann. Heidegger sieht darin eine unzulässige Vorgehensweise, da wir die Existenz an dieser Stelle nicht als relevant betrachten.
Menschliches Sein, so Heidegger, lässt sich eben nicht mit Kategorien bestimmen, da diese sich auf ein Seiendes beziehen, der Mensch aber im Unterschied dazu ein Seiendes ist, welches seine Bedeutung nur über die Tatsache erhält, dass es existiert. In der Auseinandersetzung mit Husserls phänomenologischem Ansatz verdeutlicht sich diese Aussage.

## Abgrenzung zu Husserl
Husserls Ansatz sieht unter anderem vor, Phänomene dadurch zu beschreiben, indem davon abgesehen wird, ob diese existieren oder nicht. Dies bezeichnet Husserl als Epoché. Diese Epoché wendet Husserl indirekt auch bei der Betrachtung des Ichs an, wenn er vom individuellen Ich zum allgemeinen Wesen des Ichs übergeht. Während Husserl und Heidegger sich darüber einig sind, dass es keinen Unterschied bezüglich der Beschreibung der Eigenschaften von einem real existierenden Baum oder einem phantasierten Baum gibt, sind sie sich uneins darüber, ob dies für jede Sache gilt. Heidegger weist Husserls Ansinnen zurück, wenn dieser das Verfahren auch auf ein Ich anwendet. Heidegger kritisiert, dass damit der Existenz selber nicht genüge getan würde, bzw. eventuell sogar wesentlicher Bestandteil dessen, was der Mensch ist, einfach ausgeklammert wird. Dies, so Heidegger, sei kein strenges phänomenologisches Vorgehen, da das Existieren einfach nicht berücksichtigt würde. Den Menschen dadurch verstehen zu wollen, dass von dem jeweiligen individuellen Sein abgesehen wird, ist für Heidegger nicht möglich, da die Existenz demnach dem Wesen selber vorausgehe. Zunächst existiere ich und dann erst ergeben sich daraus bestimmte Strukturen. Diese Strukturen sind die Existenzialien. 
Demnach ist diejenige Existenz Ausgangspunkt für das Vorgehen Heideggers, dessen Analyse er in der Fundamentalontologie beschreibt.

## Fundamentalontologie
Unter Fundamentalontologie versteht Heidegger die Analytik des Daseins, die die Ausarbeitung der Existenzialien zur Aufgabe hat. Heidegger legt in seiner Fundamentalontologie dar, wie sich anhand von Existenzialien menschliches Sein beschreiben lässt. Die wichtigsten Existenzialien sind dabei das In-der-Welt-sein, die Sorge, die Befindlichkeit, die Angst, das Verstehen, die Verfallenheit und die Rede. In einer genauen Analyse des Alltags zeigt Heidegger auf, wie sich in unserem alltäglichen Sein fundamentale allgemeine Daseinsstrukturen aufzeigen lassen. 
Erst durch die Betrachtung der alltäglichen Strukturen des existierenden Menschen gelingt es, den Menschen phänomenologisch zu beschreiben, d. h. ohne zuvor gesetzte Theorien zu betrachten. Dabei unterscheidet sich die Fundamentalontologie z. B. von der Biologie dadurch, dass jene den Menschen als biologisches Wesen begreift, was theoretisch die Annahme voraussetzt, dass es biologische Wesen gibt. Biologie ist aber eine Wissenschaft mit vielen fundamentalen Hypothesen, z. B. der Evolutionsannahme. Die Fundamentalontologie hält sich in ihrem Vorgehen nur an dem sich anbietenden Phänomen Mensch in seinem alltäglichen Dasein. In der Betrachtung dieser Alltäglichkeit kommt Heidegger zu den oben benannten fundamentalen Strukturen. In diesen Strukturen drückt sich die Verfasstheit des Daseins aus.
So ist beispielsweise das In-der-Welt-sein ein fundamentaler Ausdruck unserer Grundverfassung: wir erleben uns immer schon als in einer Welt und nicht nachträglich oder abständig von dieser, wie dies zum Beispiel im Empirismus vermutet wird, wo äußere Dinge vorausgesetzt werden, die sich in unserem Bewusstsein abbilden. 
Gegenstände sind uns in ihrem Sinn vertraut und uns zuhanden, wie Heidegger sich ausdrückt, und nicht abstrakt vorhanden. Erst in einer nachträglichen Abstraktion trennen wir dieses ursprüngliche In-der-Welt-sein in Bewusstsein und Dinge, in Subjekt und Objekt auf. Dadurch werden die Dinge objektiviert, verlieren aber ihren alltäglichen Sinn. 
Ein weiteres Beispiel ist das der Verfallenheit. Nach Heidegger neigen wir dazu, unser eigentliches Sein nicht in den Blick zu nehmen, sondern ihm auszuweichen. Dieses Ausweichen nennt er Verfallen. Aufgrund der Last des Daseins, Sinn in die Welt zu tragen, fliehen wir vor dieser Last in das Man (man sagt dies, man tut das, man macht das nicht etc.), Ausdruck der durchschnittlichen Alltäglichkeit. Indem wir uns dem Man unterordnen, geben wir gleichzeitig Verantwortung für unser Sein ab. Dieser Uneigentlichkeit setzt Heidegger die Eigentlichkeit entgegen, die die Last des Daseins auf sich nimmt.

## Abgrenzung zu „existenziell“
Existenziell hat im Gegensatz zu existenzial den eigentlichen Vollzug der Existenz zum Thema. Hierin ist auch der Unterschied zum Existenzialismus zu sehen, der in der Ausprägung Jean-Paul Sartres den anthropologischen Vollzug des Menschen zum Thema hat.